# Aartal-Radweg (Westerwald)

Logo des Aartalweges

Der Aartal-Radweg ist ein gut 25 Kilometer langer Radwanderweg im Lahn-Dill-Kreis, der fast vollständig am Rande des Flusses Aar (Dill) sowie entlang des  Aartalstausees verläuft. Er wird auch im Radroutenplaner Hessen als Aartalseeradweg bezeichnet. 
Er führt von Herborn-Burg an der Dill (Anschluss an den Dilltalradweg) über Seelbach (Herborn), Bischoffen, Hohenahr nach Hohensolms und wurde 2008 neu beschildert. Gemeinsam mit dem Dilltalradweg schließt dieser nun eine Lücke im Radwegenetz der Region und ermöglicht eine durchgängige Strecke am Aartalstausee und dem Perfstausee vorbei.
Träger und Finanzier des Radweges, dessen Neubeschilderung gemeinsam mit der des Dilltalradweges rund 30.000 Euro kostete, ist der Lahn-Dill-Kreis.